# MegaMan NT Warrior
MegaMan NT Warrior (ロックマンエグゼ?, Rokkuman Eguze) è una serie manga scritta da Ryo Takamisaki e pubblicata dalla Shogakukan sulla rivista CoroCoro Comic dal 2001 al 2006. Da essa è stato tratto un anime prodotto a partire dal 2002 dallo studio Xebec e trasmesso dal network TV Tokyo a partire da marzo 2002. L'anime si è sviluppato in diverse stagioni, la prima della quale è stata prodotta in 56 episodi, solamente 40 dei quali sono stati trasmessi negli Stati Uniti, pesantemente censurati. 
In Italia la serie è stata trasmessa su Jetix a partire da aprile 2005, su K2 e su Frisbee. L'anime è basato sulla serie di videogiochi Mega Man Battle Network (Rockman EXE in Giappone), una delle varie serie del franchise videoludico Mega Man della Capcom.

## Trama ed ambientazione
Questa serie vede come protagonista un piccolo Net-Manager (Net-Operatore) di nome Lan Hikari. Vive in un mondo altamente tecnologico, in cui quasi tutti possiedono un Net-Navi, un alter ego virtuale capace di viaggiare in Internet, dove è stata addirittura creata una grande città proprio per loro, combattere o usati per riparare oggetti elettronici; molti usano i propri amici virtuali per azioni criminali. La loro città, chiamata Net-City, ha poche regole. Una di queste è quella che proibisce l'uso di qualsiasi tipo di Battlechip, ma si possono usare solo le armi basilari che ogni Navi possiede. Lan ha un Net-Warrior molto speciale, Megaman, un piccolo robottino blu che, a causa delle sue origini, ha molti poteri in più degli altri Net-Navi. Come se non bastasse, nei Portal Entertainment Terminal (PET) vengono inseriti dei chip, chiamati Battlechip, che potenziano i Net-Navi fornendo loro armi, dotandoli di potenti abilità o proteggerli.
Nell'anime Megaman dispone di un'arma speciale: lo Style Change (Cambio Di Stile), che permette la sua trasformazione tramite l'utilizzo di programmi dotati di particolari proprietà elementali. Esistono i seguenti stili:
- Stile Scudo Tornado
- Stile Calore Energetico
- Stile Elettro Team
- Stile Acquatico (col Codice Extra donatogli da Mr. Famous per sconfiggere PlanetMan, un Navi Alieno)
- Stile MangiaVirus (Acquisito temporaneamente durante lo scontro con il Megavirus Bestia della Grave)

Esiste anche il Fusion Chip (o Chip di Estensione, come viene chiamato nella traduzione italiana) un Battlechip tecnologicamente avanzato, che permette di unire due Navi in uno solo. Megaman acquisisce più poteri e il totale controllo delle mosse di quel Navi. Questo potere è presente anche nella seconda serie (Megaman Axess). In questa nuova serie Lan fa parte di un'agenzia, chiamata Net-Savers Agency, creata da un misterioso scienziato e dal padre di Lan. Lan e Megaman si possono ora unire in un unico individuo. Questo prodigio si chiama Cross Fusion (la Fusione Incrociata), ma può essere utilizzata solo in presenza di una speciale Area Virtuale, o Area Dimensionale, in cui il mondo virtuale e quello reale si uniscono completamente. La città dei Net-Navi ha subito molti danni, la glaciazione, la quasi totale scomparsa(a causa del "Virus Bestia", il cui nome è Gospel, mandato dal capo della Grave) e la distruzione. Nonostante tutto, molti Net-Navi solitari hanno dato la propria vita per ricostruire la propria città.

## Personaggi

### Umani
- Lan Hikari / MegaMan è il protagonista della serie, un ragazzino di circa dieci anni, figlio di uno dei più importanti scienziati del mondo, Yuichiro Hikari. In origine aveva un fratello gemello, Hub, che morì giovanissimo a causa di una malattia molto rara; MegaMan possiede il DNA di Hub, iniettatogli grazie ad un progetto del padre. Il ragazzo ha sempre avuto una cotta per la dolce Maylù, sua vicina di casa e sua migliore amica. Megaman riesce sempre sventare i piani del malvagio dottor Wily. Doppiato da Kumiko Higa (giapponese) e Alessandro Vanni (italiano).
- Maylù Sakurai / Roll è la migliore amica di Lan fin dall'infanzia, anche lei ricambia la cotta del compagno; con il suo Navi, Roll, ha combattuto più volte al fianco di MegaMan. Doppiata da Letizia Ciampa.
- Dex Oyama / Gutsman è un ragazzo molto grosso, quasi calvo, che adora considerarsi rivale di Lan, di cui è uno dei migliori amici; il suo NetNavi è GutsMan. Doppiato da Paolo Vivio.
- Yai Ayano / Glide è una ragazzina bionda molto più piccola dei suoi amici, ma intelligente e ricchissima, poiché il padre è il proprietario di un'azienda produttrice di videogiochi. Yai è piuttosto snob e, avendo una fronte molto larga, detesta essere presa in giro per questo. Il suo NetNavi è Glide. Doppiata da Perla Liberatori.
- Tory Froid / IceMan è un ragazzino bruno piuttosto freddo; diventerà uno degli amici di Lan dopo che quest'ultimo avrà sconfitto il suo NetNavi, IceMan. Doppiato da Jacopo Castagna.
- Chaud Blaze / ProtoMan è un ragazzo dai capelli bianchi e dall'atteggiamento superbo e altezzoso; è il rivale di Lan. Anche lui è molto ricco: il padre, infatti, è il proprietario di un'azienda rivale di quella di Yai. Doppiato da Alessio Nissolino.
- Maddy Iroaya / WackoMan è una ragazza dai capelli rossi, è membro dell'associazione criminale Mondo Tre. Il suo Net-Navi è WackoMan, una specie di pagliaccio con una palla gigante. Doppiata da Domitilla D'Amico.
- Yahoot / MagicMan è un altro membro della Mondo Tre, è indiano e possiede un ristorante. Il suo Net-Navi è MagicMan, uno stregone. Doppiato da Daniele Formica.
- Dr. Yuichiro Hikari è il padre di Lan, famosissimo scienziato. Lavora allo SciLab (Science Laboratory). Doppiato da Francesco Prando.
- Jack Elec / ElectMan spesso chiamato Conte Zap è anche lui membro della Mondo Tre, esperto di tutto ciò che ha a che fare con l'elettricità. Muore durante lo scontro con Lan e Megaman. Il suo Navi è ElectMan, rivale di MagnetMan. Doppiato da Massimo Lodolo.
- Dr. Albert W. Wily spesso chiamato Mr. Wily è il più potente e crudele criminale esistente, padrone della Mondo Tre e della mafia virtuale "Grave"; è anche il creatore di alcuni Navi vaganti. Cerca continuamente di distruggere la rete. Viene sconfitto da Megaman e Lan. Doppiato da Dante Biagioni.
- Mr. Match è un uomo dai capelli rossi, membro della Mondo Tre; sconfitto ripetutamente da MegaMan, possiede tre diversi Navi: TorchMan, HeatMan, una specie di accendino e TorchMan 2.0. Doppiato da Nanni Baldini.
- Mr. Higsby è un ex-insegnante della scuola di Lan; collezionista di chip rari, rinchiude la classe di Lan nella sua aula per rubare i chip di Yai. Sconfitto, si pentirà del suo gesto, e aprirà poi un negozio di chip; è innamorato della maestra di Lan. Possiede Number Man, il suo Navi, con cui litiga spesso. Doppiato da Franco Mannella.
- Miss Mari è l'insegnante di Lan e dei suoi amici. Non possiede un Net-Navi, ma ha una sorella gemella che lavora per associazioni criminali, Miss Yari. Doppiata da Rita Baldini.
- Gauss Magnus / MagnetMan è il fratello del Conte Zap, ed è molto più abile di quest'ultimo. Ha combattuto al fianco della società criminale Grave. Dopo la morte del Conte Zap e il crollo della Grave, si allea con Lan e Megaman. Il suo Navi è MagnetMan. Doppiato da Bruno Alessandro.
- Maisa è un pescivendolo che prova simpatia per Lan, ed è fissato con il pesce. Ha anche un'identità segreta, il "Comandante Beef", e dirige una piccola agenzia segreta che combatte per evitare danni alla società virtuale. Il suo Navi è SharkMan. Doppiato da Gerolamo Alchieri.
- Pride amica di Lan e principessa del Regno della Luce. Si preoccupa sempre degli abitanti del suo regno. Il suo Net-Navi è KnightMan.
- Mr. Famous è uno degli hacker. Non si conosce il vero nome.

### Navi
- MegaMan.EXE è il Navi di Lan; abile combattente. Ha lottato più volte contro le società criminali virtuali. Ha integrato in sé il DNA di Hub, fratello di Lan. MegaMan acquisirà sempre nuovi poteri di fusione. La sua arma base è il MegaBlaster o, in originale, Mega-Buster. Doppiato da Stefano Crescentini.
- Roll.EXE è il Navi di Maylù, sembra una versione femminile di MegaMan, e lo ha aiutato molte volte. Sembra anche essere innamorata di quest'ultimo. La sua arma di base è la Super-Esplosione, dalla serie MegaMan Axess diventerà L'Arco di Roll. Doppiata da Valentina Mari.
- GutsMan.EXE è il Navi di Dex, un robot molto grosso, squadrato e piuttosto abile nel combattimento corpo a corpo. Si esprime in modo quasi sgrammaticato, spesso parlando di sé stesso in terza persona. La sua arma base è il Martello Devastatore. Doppiato da Roberto Draghetti.
- Glide.EXE è il Navi di Yai; molto calmo e controllato, si comporta spesso come un maestro di vita verso la sua operatrice, usando il suo buon senso per farle capire i suoi errori e si comporta come un maggiordomo. Glide combatte raramente durante la serie, nonostante Yai disponga di Battlechip molto potenti e rari. La sua arma basilare è l'Iper-Esplosione, simile al Cannone-X. Doppiato da Enrico Pallini.
- IceMan.EXE è il Navi di Tory, simile ad un piccolo eschimese dalle guance rosse; sconfitto da MegaMan, diventerà un suo alleato. Le sue capacità sono legate ad attacchi congelanti. L'arma basilare è la Cyber-Tempesta. Doppiato da Fabrizio Vidale.
- ProtoMan.EXE è il Navi di Chad, e il principale rivale di MegaMan. Parla poco ed esegue fedelmente gli ordini del suo operatore; nonostante il suo atteggiamento, ha un buon cuore e combatterà spesso a fianco di MegaMan. Nella seconda serie verrà posseduto da un Dark Chip, divenendo quasi invincibile ma anche estremamente malvagio; verrà guarito dal protagonista dopo numerose battaglie. La sua arma base è la Proto-Spada, una versione della Cyber-Spada meno potente. Doppiato da Alessandro Tiberi.
- WackoMan.EXE è il Navi di Maddy, simile ad un pagliaccio multicolore, e combatte sparando la sfera gigante su cui si muove o creando dei suoi cloni. La sua arma base è la Waco-Palla. Doppiato da Nanni Baldini.
- MagicMan.EXE è il Navi di Yahoot, simile ad un mago metallico; è in grado di smaterializzarsi, creare illusioni o teletrasportarsi. La sua arma base è il Fuoco Magico. Doppiato da Loris Loddi.
- TorchMan.EXE è il primo Navi di Mr. Match ed ha l'aspetto di una torcia infuocata antropomorfa; l'arma principale è la Torre Infuocata, che diventerà, dopo il suo risveglio nella seconda serie, il Lanciafiamme. Doppiato da Loris Loddi.
- HeatMan.EXE è il secondo Navi di Mr. Match e sembra un grosso accendino; come TorchMan, possiede potenti attacchi di fuoco. È stato creato da Mr. Famous con i dati di TorchMan per sconfiggere FreezeMan.
- ElecMan.EXE è il Navi del Conte Zap, e dispone di potenti attacchi elettrici. La sua arma base è la Tempesta Elettrica. Doppiato da Francesco Meoni.
- MagnetMan.EXE è il Navi di Gauss, dispone di numerosi attacchi magnetici; è in grado di dividersi in due Navi, uno con carica magnetica positiva e l'altro con carica negativa. Dopo la morte di Gauss, diviene il Net-Navi della figlia di Gauss, Tesla.
- KnightMan.EXE è il Navi di Pride, principessa del Regno della Luce; ha giurato di difendere Pride ed il suo regno anche a costo della propria vita. La sua arma basilare è la Sfera Chiodata Distruttrice ed assomiglia ad un cavaliere medioevale in un'armatura.
- NapalmMan.EXE è un Navi solitario del Regno del Buio. I suoi attacchi sono la Doppia Esplosione e l'Esplosione Chimica. Nel gioco e nella terza serie animata poi troverà un Net-Operatore: Fyrefox.
- NumberMan.EXE è il Navi di Higsby, combatte lanciando dadi esplosivi e adora i numeri, specialmente il pi greco, e le equazioni. Le sue armi base sono la Number-Palla e i Number-Dadi. Doppiato da Daniele Formica.
- SharkMan.EXE è il Navi di Maisa, il suo aspetto è quello di uno squalo antropomorfo. Aiuterà MegaMan in alcuni momenti critici. Usa la Pinna Tagliente come arma di base. Doppiato da Luigi Ferraro.
- StoneMan.EXE è un Navi solitario, privo di operatore, simile ad un enorme blocco di pietra. Combatte nel torneo mondiale e sarà sconfitto da MegaMan e SharkMan. Usa come arma il Cubo Devastatore. Doppiato da Mario Bombardieri.
- BlasterMan.EXE è un Navi solitario, privo di operatore, combatte al fianco di StoneMan lanciando bombe sui suoi nemici. Verrà sconfitto da MegaMan durante il torneo mondiale. Usa come arma le Bombe Esplosive
- FreezeMan.EXE è il Navi di Sean (Kid-Grave). Ha i poteri del ghiaccio che utilizza nel tentativo di congelare totalmente la città dei Navi.
- PharaohMan.EXE è un Navi solitario simile ad un sarcofago alato. Fu costruito molti anni prima da un gruppo di scienziati come guardiano di alcune aree segrete del Net, e fu poi richiuso in un Chip di Silicio a causa del suo eccessivo potere. Viene liberato dal doppio Programma Avanzato di Lan e Chad al termine del torneo mondiale. Doppiato da Romano Malaspina.
- Bass.EXE è un potentissimo Navi solitario; il suo corpo è quasi sempre coperto con un mantello lacerato e il suo logo è danneggiato da un largo solco cinereo. Il suo potere, mostrato raramente, è decisamente superiore a quello degli altri Navi, ed è anche in grado di controllare il gigantesco Virus Bestia. Odia il genere umano. Bass è stato creato dal dottor Wily con dati dispersi di PharaohMan; è anche uno dei due Navi capaci di sconfiggere Serenade, la divinità dell'Undernet. Nel film effettua la Cross Fusion con MegaMan dando origine al potentissimo Bass Cross MegaMan che polverizza facilmente Nebula Grey. Doppiato da Davide Lepore.

## Doppiaggio
| Personaggio           | Doppiatore inglese                      | Doppiatore italiano |
| --------------------- | --------------------------------------- | ------------------- |
| Lan Hikari/Mega Man   | Alex Doduk (St. 1) Brad Swaile (St. 2+) | Alessandro Vanni    |
| Megaman               | Andrew Francis                          | Stefano Crescentini |
| Maylù Sakurai         | Brittney Wilson                         | Letizia Ciampa      |
| Dex Oyama             | Tony Sampson                            | Paolo Vivio         |
| Roll                  | Lenore Zann                             | Valentina Mari      |
| Mr. Wily              | Paul Dobson                             | Dante Biagioni      |
| Conte Zap             | Colin Murdock                           | Massimo Lodolo      |
| Maddy                 | Tabitha St. Germain                     | Domitilla D'Amico   |
| Mr. Match             | Trevor Devall                           | Nanni Baldini       |
| Yahoot                | Ron Halder                              | Daniele Formica     |
| Gutsman               | Scott McNeil                            | Roberto Draghetti   |
| Torchman              | Ross Douglas                            | Loris Loddi         |
| Dott. Yuichiro Hikari | Michael Adamthwaite                     | Francesco Prando    |
| Sig. Ra Haruka Hikari | Nicole Oliver                           | Rachele Paolelli    |
| Miss Mari             | Janyse Jaud                             | Rita Baldini        |
| Maysa/Cap. Beef       | Richard Newman                          | Gerolamo Alchieri   |
| Elecman               | Kirby Morrow                            | Francesco Meoni     |
| Miyu Kuroi/Mysteriyu  | Anna Cummer                             | Daniela Calò        |
| Sal/Black Rose        | Kelly Sheridan                          | Eleonora Reti       |
| Yai Ayano             | Jocelyne Loewen                         | Perla Liberatori    |
| Glide                 | Ted Cole                                | Enrico Pallini      |
| Wackoman              | Andrew Toth                             | Nanni Baldini       |
| Sig. Higsby           | Lee Tockar                              | Franco Mannella     |
| Numberman             | Samuel Vincent                          | Daniele Formica     |
| Sharkman              | Donald Brown                            | Luigi Ferraro       |
| Tory Froid            | Reece Thompson                          | Jacopo Castagna     |
| Iceman                | Samuel Vincent                          | Fabrizio Vidale     |
| Dott. Froid           |                                         | Maurizio Reti       |
| Woodman               |                                         | Mauro Bosco         |
| Chaud Blaze           | Bill Switzer                            | Alessio Nissolino   |
| Protoman              | David Kaye                              | Alessandro Tiberi   |
| Magicman              | Paul Dobson                             | Loris Loddi         |
| Skullman              | Brian Drummond                          | Oreste Baldini      |
| Ribbita               | Sharon Alexander                        | Antonella Baldini   |
| Pickman               |                                         | Fabrizio Vidale     |
| Pharaohman            |                                         | Romano Malaspina    |
| Stoneman              |                                         | Mario Bombardieri   |
| Cutman                | Scott McNeil                            | Manfredi Aliquò     |
| Raoul                 |                                         | Fabrizio Temperini  |
| Sig. Ra Milionaire    |                                         | Claudia Razzi       |
| Snakeman              |                                         | Davide Lepore       |
| Sig. Gauss            |                                         | Bruno Alessandro    |
| Bass                  |                                         | Davide Lepore       |
| Kid Grave             |                                         | Simone Crisari      |
| KnightMan             | Russell Roberts                         | Manfredi Aliquò     |
| Aki                   |                                         | Gemma Donati        |

## Episodi
| Nº Ja | Nº It | Titolo italiano Giapponese 「Kanji」 - Rōmaji | In onda           | In onda        |
| Nº Ja | Nº It | Titolo italiano Giapponese 「Kanji」 - Rōmaji | Giapponese        | Italiano       |
| 1     | 1     | Jack in! MegaMan! 「プラグイン!ロックマン」 - Puragu-in! Rokkuman | 4 marzo 2002      | 4 aprile 2005  |
| 1     | 1     | Il giovane e coraggioso diecienne Lan Hikari riceve un aggiornamento da parte di suo padre per il livello standard del suo Net-Navi, trasformandolo nel potente MegaMan, un giovane Navi. Nel frattempo TorchMan, un Net-Navi malvagio che lavora per il sindacato criminale Mondo Tre, sta provocando corto circuiti in tutti i forni elettrici della città, intrappolando Maylu, l'amica del cuore di Lan, in un pericoloso incendio. |                   |                |
| 2     | 2     | Folle corsa in metropolitana 「地下鉄大暴走!」 - Chikatetsu Ōbōsō! | 11 marzo 2002     | 5 aprile 2005  |
| 2     | 2     | Il Conte Zap della Mondo Tre usa il suo Net-Navi chiamato ElecMan per inviare potenti onde elettromagnetiche attraverso la rete elettrica, facendo andare in tilt tutti i dispositivi elettronici di Dentech City. Nel frattempo, Lan e Maylu stanno inseguendo un cane robot che ha rubato la borsetta alla signora Mari su un treno della metropolitana, quando ElecMan manda in crash i controlli del treno. Lan invia MegaMan nella rete per scoprire chi sta provocando il guasto. |                   |                |
| 3     | 3     | Semafori impazziti 「シグナルパニック!」 - Shigunaru Panikku! | 18 marzo 2002     | 6 aprile 2005  |
| 3     | 3     | La ricca e viziata Yai Ayano arriva nella scuola di Lan come nuova studentessa. Nel frattempo, Maddy della Mondo Tre usa il suo Net-Navi WackoMan per causare spaventosi ingorghi stradali in tutta Dentech City, danneggiando i semafori con un esercito di virus. Quando Yai si ritrova intrappolata nel traffico e in una situazione disperata (deve assolutamente andare in bagno!) utilizza il suo Net-Navi denominato Glide, per cercare di risolvere il problema. |                   |                |
| 4     | 4     | Conta fino a 3 「三つ数えろ!!」 - Mittsu Kazoero!! | 25 marzo 2002     | 7 aprile 2005  |
| 4     | 4     | Il signor Higsby è un collezionista di Battle Chips molto rari che usa in battaglia per potenziare il suo Net-Navi chiamato NumberMan per rubare altri chips. Quando è invitato nella scuola di Lan per tenere una lezione, intrappola Yai e gli altri in una delle classi, compromettendo il sistema di sicurezza dell'edificio e minacciando di eliminare Glide se Yai non gli consegnarà i suoi Battle Chips rari. Lan, che è fuori dalla stanza, lavora contemporaneamente a MegaMan per scoprire le password necessarie a sbloccare il codice di sicurezza della scuola e salvare i loro amici. |                   |                |
| 5     | 5     | L'invasione dei pesci robot 「暴走魚の挑戦!」 - Bōsō Sakana no Chōsen! | 1º aprile 2002    | 8 aprile 2005  |
| 5     | 5     | Il Conte Zap, Maddy e Mr. Match della Mondo Tre uniscono le forze per inviare virus all'acquario dei pesci robot, causando lo scatenarsi di un'invasione di androidi ittici attraverso tutta Dentech City. Quando i pesci robot attaccano Lan, Maysa e gli altri, i nostri eroi devono riuscire a raggiungere l'acquario per eliminare i virus alla base di questo pasticcio. |                   |                |
| 6     | 6     | Gelo alla centrale idrica 「零下の熱闘!」 - Reika no Nettō! | 8 aprile 2002     | 9 aprile 2005  |
| 6     | 6     | Maddy rapisce un dipendente della Water Works Factory, per poi costringere suo figlio, Tory Froid, ad utilizzare il suo Net-Navi IceMan per congelare tutta l'acqua in modo da poter inquinare tutto l'approvvigionamento idrico di Dentech City. Fortunatamente, Lan e i suoi amici vengono coinvolti e grazie a MegaMan e agli altri loro Net-Navi riescono a mettere fine a questo disastro. |                   |                |
| 7     | 7     | Caccia al videogames 「真夜中の決闘!」 - Mayonaka no Kettō! | 15 aprile 2002    | 10 aprile 2005 |
| 7     | 7     | Il padre di Yai, il presidente della AyanoTech, promette di lasciar giocare lei e i suoi amici in anteprima ad un nuovo videogioco, appena questo verrà rilasciato a mezzanotte. Mentre Lan e i ragazzi, con pazienza, restano svegli per poter iniziare giocare, il conte Zap prevede di rubare i dati del gioco utilizzando ElecMan. |                   |                |
| 8     | 8     | La fiamma di TorchMan 「リベンジ ファイアマン!」 - Ribenji Faiaman! | 22 aprile 2002    | 11 aprile 2005 |
| 8     | 8     | Mr. Match vuole assolutamente una rivincita con Lan, così TorchMan si propone di trovare MegaMan creando caos in città facendo andare a fuoco e surriscaldando gli apparecchi elettronici. Il malvagio Net-Navi fiammeggiante incontra Roll, che attualmente sta discutendo con MegaMan (così come Maylu con Lan). Per dimostrare il suo valore a MegaMan, Roll accetta l'invito per scontrarsi con TorchMan in battaglia. |                   |                |
| 9     | 9     | Il falso maestro di yoga 「恐怖のヨガ戦士!」 - Kyōfu no Yoga Senshi! | 29 aprile 2002    | 12 aprile 2005 |
| 9     | 9     | Yahoot della Mondo Tre usa il suo Net-Navi, MagicMan, per ipnotizzare tutti gli abitanti di Dentech City durante la sua trasmissione televisiva sugli esercizi Yoga, inducendo tutti a credere di essere degli animali selvatici (secondo le posizioni dello Yoga ispirate alle bestie). Lan e Maylu non sono interessati al programma e non seguono la trasmissione, restando così liberi dal controllo ipnotico di MagicMan, e si dirigono alla finta stazione televisiva per fermare il diabolico piano di Yahoot. Durante la battaglia in rete contro MagicMan, MegaMan viene aiutato da ProtoMan, il potente Net-Navi di un ragazzo chiamato Chaud Blaze che parteciperà al campionato cittadino del Gran Premio Net-Battle.                                   |                   |                |
| 10    | 10    | Il gran premio N°1 「N1(エヌワン)グランプリ!」 - N1 (Enuan) Guranpuri! | 6 maggio 2002     | 13 aprile 2005 |
| 10    | 10    | Il Gran Premio Net-Battle sta per iniziare, quando un errore nell'aggiornamento di NumberMan fa perdere il controllo al signor Higsby, così Lan e i suoi amici devono trovare un modo per fermarlo. Improvvisamente un misterioso Net-Navi chiamato SkullMan aiuta MegaMan, Roll e gli altri a fermare l'impazzito NumberMan, ma nessuno sa a chi appartenga, né da dove provenga. Il torneo poi ha inizio con Dex e il suo GutsMan che riescono ad aggiudicarsi la vittoria nella prima partita. Anche i sicari della Mondo Tre partecipano al Gran Premio con l'intenzione di eliminare tutti gli altri Net-Navi e prendere così il controllo della città. |                   |                |
| 11    | 11    | Skullmania 「見えざる敵!」 - Miezaru Teki! | 13 maggio 2002    | 14 aprile 2005 |
| 11    | 11    | La prima battaglia di Lan nel torneo è contro Miyu, una ragazza sensitiva che predice che Lan perderà subito contro di lei. Dal momento che le sue predizioni si sono sempre avverate in passato, Lan è molto nervoso, soprattutto quando scopre che il Net-Navi di Miyu è proprio Skullman; riuscirà MegaMan a battere la sua sorprendente agilità? |                   |                |
| 12    | 12    | Battaglie infuocate (prima parte) 「激突! ピンクの火花!」 - Gekitotsu! Pinku no Hibana! | 20 maggio 2002    | 15 aprile 2005 |
| 12    | 12    | Il primo incontro di Maylu al torneo dei Net-Navi è contro Maddy della Mondo Tre, con cui ha una forte rivalità. Nel frattempo Lan sta affrontando il suo secondo avversario, Mr. Match, e la rivincita fra i due può finalmente avere inizio. Grazie all'aiuto di Yai, Maylu e Roll sono in grado di vincere il loro match contro Maddy e WackoMan, e tutti si precipitano a vedere l'incontro di Lan. |                   |                |
| 13    | 13    | Battaglie infuocate (seconda parte) 「灼熱のネットバトル!」 - Shakunetsu no Nettobatoru! | 27 maggio 2002    | 16 aprile 2005 |
| 13    | 13    | Mr. Match infetta la rete dello stadio dove si sta svolgendo il Gran Premio Net-Battle con dei virus che causano il riscaldamento di tutta l'area come una sauna. Yai, Dex e Tory usano i loro Net-Navi per eliminare i virus prima che Lan soccomba al calore e perda il suo incontro. Fortunatamente interviene in loro auto anche SharkMan, mentre TorchMan viene battuto grazie all'energia solare. |                   |                |
| 14    | 14    | Guerrieri di strada 「ストリートファイト!」 - Sutorīto Faito! | 3 giugno 2002     | 17 aprile 2005 |
| 14    | 14    | Conclusa la prima settimana del Gran Premio Net-Battle, Yai porta tutti fuori a mangiare in un ristorante di lusso; nel locale però incontrano Chaud Blaze, che sfida Lan a combattere per le strade con i loro Net-Navi. Durante il combattimento tra MegaMan e ProtoMan, potenti virus inviati dalla Mondo Tre creano il caos in città. Per riuscire a fermarli, Lan usa un Battle-Chip Spada Larga inviatogli da suo padre ed involontariamente genera un Programma Avanzato di battaglia, di cui però non riesce a controllarne l'enorme flusso energetico. |                   |                |
| 15    | 15    | Il mitico programma avanzato 「特訓! プログラムアドバンス!」 - Tokkun! Puroguramu Adobansu! | 17 giugno 2002    | 18 aprile 2005 |
| 15    | 15    | Lan decide di perfezionare il Programma Avanzato e si allena con MegaMan prima della sua prossima partita del Gran Premio contro Yahoot e MagicMan. Miyu assiste alle sue prove e confida al ragazzo la giusta tecnica per eseguire correttamente il Programma Avanzato. Lan è in grado di eseguire la tecnica e sconfiggere MagicMan in battaglia, ma ben presto scopre che Chaud conosce anch'egli la tecnica avanzata, riuscendo ad eseguirla molto meglio di lui; ProtoMan riesce infatti a battere facilmente ElecMan e il Conte Zap. |                   |                |
| 16    | 16    | Net-Navi solitari 「驚異のネットナビ!」 - Kyōi no Nettonabi! | 24 giugno 2002    | 19 aprile 2005 |
| 16    | 16    | Tory e Maylu disputano l'ultima battaglia singola del Gran Premio N.1 prima che inizino le partite in coppia delle semifinali. Tuttavia, Lan ritiene che il duo di misteriosi Net-Navi conosciuti come BlasterMan e StoneMan, che stanno per affrontarsi contro GutsMan e WoodMan (i Net-Navi di Dex e Sal), siano dei buoni a nulla. Durante l'incontro si scopre però che i due stanno lavorando per la Mondo Tre e sono dei Net-Navi del tutto indipendenti, nel senso che non necessitano di un operatore umano per poter funzionare. |                   |                |
| 17    | 17    | L'identità del comandante Beef 「ビーフ司令の正体!」 - Bīfu Shirei no Shōtai! | 1º luglio 2002    | 20 aprile 2005 |
| 17    | 17    | Lan deve gareggiare nelle semifinali del torneo in coppia con il suo eroe, il Comandante Beef, in una battaglia contro BlasterMan e StoneMan. Il duo di Net-Navi solitari al servizio della Mondo Tre è intenzionato a cancellare per sempre MegaMan, intrappolando lui e SharkMan nella rete del faro per eliminarli più facilmente senza che i loro Net-Operatori possano intervenire con i Battle-Chip per potenziarli. Lan e Beef si precipitano al faro per cercare di salvare i loro Net- Navi prima che scadano i dieci minuti di tempo consentiti dal regolamento del Gran Premio per l'abbandono del campo di gioco. Intanto Lan inizia a sospettare che dietro il casco del Comandante Beef si celi in realtà il suo amico pescivendolo Maysa.            |                   |                |
| 18    | 18    | Roll imperatrice del male (prima parte) 「暗躍! ワールドスリー!」 - An'yaku! Wārudosurī! | 8 luglio 2002     | 21 aprile 2005 |
| 18    | 18    | Lan e Maylu fanno squadra nel secondo incontro delle semifinali del Gran Premio contro i ripescati Mr. Match e Maddy, ma la Mondo Tre ha intenzione di sabotare la partita. Travestito da Higsby, Yahoot dà a Maylu il chip "Super Fantastico Angelo Bianco". Tuttavia, una volta inserito, Roll viene infettata dall'energia oscura e si rivolta contro il suo compagno MegaMan, trasformandosi nell'Imperatrice del Male. Adesso è il Conte Zapp ha controllare il Net-Navi e Maylu non può fare nulla per disconnettere Roll prima che distrugga MegaMan. |                   |                |
| 19    | 19    | Roll imperatrice del male (seconda parte) 「戦慄! 悪魔チップ!」 - Senritsu! Akuma Chippu! | 15 luglio 2002    | 22 aprile 2005 |
| 19    | 19    | Roll è su tutte le furie, non risponde più ai comandi di Maylu e riesce a battere MegaMan riducendolo in poltiglia. Mentre Yai, Dex e Tory scoprono l'inganno perpetrato da Yahoot e dal Conte Zap ai danni di Roll, Higsby si libera e, prima che sia troppo tardi, informa Maylu che il chip "Diavolo" che Yahoot le ha dato verrà espulso dal suo Pet se si inserisce un chip "Tornado". Roll torna alla normalità e aiuta MegaMan a battere WackoMan e TorchMan, ma è troppo danneggiata per continuare a gareggiare nel torneo. |                   |                |
| 20    | 20    | Lavoro di squadra (prima parte) 「やいとちゃん危機一髪!」 - Yaito-chan no Kiki Ippatsu! | 22 luglio 2002    | 23 aprile 2005 |
| 20    | 20    | Lan e Chaud dovranno combattere in coppia contro BlasterMan e StoneMan nell'ultimo incontro di semifinale del Gran Premio. Prima della battaglia, Chaud deve però recarsi a firmare un contratto per l'azienda di suo padre in un ristorante sottomarino. Mentre sta lasciando il ristorante per tornare in tempo allo stadio prima dell'incontro, Yai decide di seguirlo; tuttavia, i due restano intrappolati insieme nell'ascensore. Yai e Chaud devono così riuscire a superare le loro divergenze per uscire prima che inizi la semifinale. |                   |                |
| 21    | 21    | Lavoro di squadra (seconda parte) 「最強タッグBR旋風!」 - Saikyō Taggu BR Senpū! | 29 luglio 2002    | 24 aprile 2005 |
| 21    | 21    | Durante la semifinale del torneo Chaud insiste per combattere da solo contro BlasterMan e StoneMan. BlasterMan viene facilmente cancellato da ProtoMan, ma StoneMan ha un nucleo di rigenerazione che lo rende difficile da eliminare dal campo di battaglia. ProtoMan non può usare il programma avanzato quando Chaud si rende conto che ha perso i chip necessari per l'avanzamento del programma nel vano dell'ascensore con Yai; a questo punto l'unica speranza di battere il Net-Navi solitario della Mondo Tre è MegaMan. |                   |                |
| 22    | 22    | Paura di affondare 「ファイナルバトルのはてに」 - Fainaru Batoru no Hate ni | 5 agosto 2002     | 25 aprile 2005 |
| 22    | 22    | La finale del Gran Premio N.1 si svolge tra Lan e Chaud. Durante la battaglia, una forza sconosciuta provoca la distruzione dello stadio del torneo che inizia ad affondare nell'oceano. Mentre tutti gli spettatori e gli organizzatori e i partecipanti fuggono, Lan e Chaud rimangono indietro per terminare la loro partita. Alla fine ProtoMan viene dichiarato vincitore, ma un Net-Navi solitario appare ed attacca improvvisamente, provocando la cancellazione e morte di MegaMan. |                   |                |
| 23    | 23    | La rinascita di PharaonMan 「破滅の王ファラオマン!」 - Hametsu no Ō Faraoman! | 12 agosto 2002    | 26 aprile 2005 |
| 23    | 23    | Il Net-Navi supremo PharaohMan si è risvegliato ed ha attivato il suo piano per conquistare il mondo. Nel frattempo, Lan è devastato dalla perdita e morte di MegaMan, ma ci può essere ancora una speranza di recuperarlo dalla rete: parte dei dati di MegaMan sono infatti conservati nei PET dei suoi amici, e il padre di Lan torna a casa giusto in tempo per aiutare la rinascita MegaMan. |                   |                |
| 24    | 24    | Ricostruire MegaMan 「ロックマン復活作戦!」 - Rokkuman Fukkatsu Sakusen! | 19 agosto 2002    | 27 aprile 2005 |
| 24    | 24    | Al fine di far rivivere MegaMan, la sua struttura di back-up deve essere recuperata dalla rete dello Sci-Lab. Tuttavia, PharaohMan ha preso il controllo di tutta la rete e l'ha trasformata in un deserto. Il padre di Lan ha un piano per recuperare la struttura di MegaMan, ma occorre che i Net-Navi degli amici di Lan si introducano nello Sci-Lab; PharaohMan interviene e costringe tutti alla fuga. Purtroppo, GutsMan fa una brutta fine mentre cerca di trarre in salvo Roll. |                   |                |
| 25    | 25    | MegaMan è tornato 「甦れ! ロックマン!」 - Yomigaere! Rokkuman! | 26 agosto 2002    | 28 aprile 2005 |
| 25    | 25    | PharaohMan invia un satellite verso Dentech City, e nessuno sembra essere in grado di fermarlo. Tuttavia, all'ultimo momento, MegaMan si rigenera e messo vivo, assistito da ProtoMan riesce a sconfiggere PharaohMan grazie ad un doppio programma avanzato, riprendendo così il controllo della rete. Utilizzando poi una nuova abilità chiamata Style Change, MegaMan si trasforma e riesce a fermare Stoneman e BlasterMan prima che prendano ciò che resta di PharaohMan e lo consegnino nelle mani di Mister While, il capo della Mondo Tre. |                   |                |
| 26    | -     | Il mistero della nave fantasma! 「怪奇! 幽霊船の謎!」 - Kaiki! Yūreisen no Nazo! | 2 settembre 2002  | inedito        |
| 26    | -     | Per il secondo posto nel torneo dei Net-Navi, Lan vince un viaggio intorno al mondo. Inizia nelle isole tropicali Jawaiian, e i suoi amici lo seguono per divertirsi al sole. Tuttavia, appare una nave fantasma, che cattura Maysa e Tory. Lan ed i restanti amici si infiltrano nella barca per salvare Maysa e Tory. |                   |                |
| 27    | -     | Diventare un idol! 「アイドルになります!」 - Aidoru ni Narimasu! | 9 settembre 2002  | inedito        |
| 27    | -     | Le ragazze partecipano a un concorso per essere proprio come Aki, una cantante pop virtuale. Tuttavia, i partecipanti al concorso scompaiono, quindi Lan, Dex e Tory si travestono da Aki per intrufolarsi al concorso ed indagare sulla situazione. Scoprono che un virus ha infettato Aki causando il caos, quindi MegaMan, GutsMan e Iceman si uniscono per salvare l'idolo delle ragazze. |                   |                |
| 28    | 26    | MegaMan viene rubato 「盗まれたロックマン!」 - Musumareta Rokkuman! | 16 settembre 2002 | 29 aprile 2005 |
| 28    | 26    | Come premio per essersi qualificato al secondo posto nel torneo dei Net-Navi, Lan vince un viaggio nella città di Netopia ma, non appena arriva, il suo PET viene rubato. Dopo aver inseguito i piccoli ladruncoli, Lan fa amicizia con un ragazzo di nome Raoul, capo della banda di teppisti che scorazzano per le strade della città, e lo sfida a combattere con il suo Net-Navi ThunderMan. Nel frattempo il sindaco di Netopia ha intenzione di demolire tutti gli edifici del centro cittadino per scovare Raoul e la sua banda. Intanto Mr. Match arriva alle isole tropicali Jawaii dove crede si trovi Lan, per avere un rematch con lui, ma vi trova solo Maylu e gli altri ragazzi che si stanno godendo le ferie.                                      |                   |                |
| 29    | 27    | Il Survival Seven di SnakeMan 「毒ヘビマダムの罠!」 - Dokuhebi Madamu no Wana! | 24 settembre 2002 | 30 aprile 2005 |
| 29    | 27    | In visita a Brand City, seconda tappa del viaggio premio vinto al torneo, Lan vede una borsa che gli piacerebbe comprare per sua madre, ma è troppo costosa. Venuto a conoscenza di un gioco Net-Battle sotterraneo dove si può vincere molto denaro, decide di parteciparvi, ma è solo una trappola tesa dalla Sg. Millionaire per catturare MegaMan ed includerlo nel suo museo personale. Mentre Lan e MegaMan affrontano le battaglie del Survival Seven di SnakeMan, arriva anche Chaud. Nel frattempo, Mr. Match giunge a Netopia per sfidare Lan, ma è troppo tardi. |                   |                |
| 30    | 28    | Non si scherza con mamma Zap 「エレキママの電撃作戦!」 - Erekimama no Dengeki Sakusen! | 30 settembre 2002 |                |
| 30    | 28    | L'autobus su cui sta viaggiando Lan per raggiungere la città di Kingland, prossima destinazione del suo viaggio premio, ha un guasto improvviso; mentre l'autobus è fermo, Lan visita una casa nelle vicinanze. In realtà è la casa del Conte Zap, convinto da sua madre, mamma Zap, a vendicarsi di Lan per aver distrutto la Mondo Tre. Il Conte Zap intrappola MegaMan in un Net-Battle contro ElecMan, dove però anche Lan viene ferito ogni volta che è colpito da scariche elettriche. |                   |                |
| 31    | 29    | La battaglia in rete del grande Curry 「華麗なるカレーバトル!」 - Kareinaru Karē Batoru! | 7 ottobre 2002    |                |
| 31    | 29    | Ultima tappa del viaggio premio di Lan è la città di Namesty, dove si possono assaggiare tutti i diversi tipi di curry, il suo cibo preferito. Intanto, proprio a Namesty, si sono riuniti gli ex membri della Mondo Tre: Maddy, il Conte Zap, Mr. Match e Yahoot, per intrappolare Lan e riuscire a prendersi la loro rivincita contro MegaMan, ma Yai e gli altri amici di Lan arrivano a sorpresa per aiutarlo. |                   |                |
| 32    | 30    | NetCity 「インターネットシティ」 - Intānetto Shiti | 14 ottobre 2002   |                |
| 32    | 30    | Tornato finalmente a casa dopo il suo viaggio intorno al mondo, Lan è introdotto da Maylu nel sistema di NetCity, una città virtuale in cui tutti i Net-Navi possono interagire tra loro. Nel frattempo, un misterioso Net-Navi di nome AirMan, intrappola Yai nella sua stanza da bagno, riempiendola di vapore caldo. Lan e Maylu corrono a casa di Yai per salvarla, mentre MegaMan affronta AirMan, il quale afferma di essere un membro di Grave, un nuovo sindacato net-criminale che minaccia non solo il mondo reale, ma anche la rete di NetCity. |                   |                |
| 33    | 31    | La fabbrica di virus 「ウイルス工場をぶっ潰せ!」 - Uirusu Kōjō o Buttsu se! | 21 ottobre 2002   |                |
| 33    | 31    | Una strana piogga di virus incombe su Netcity, distruggendola. MegaMan e compagni si connettono alla rete di NetCity per respingere i virus, scoprendo così una fabbrica sotterranea che è la fonte del caos. Quando però MegaMan penetra all'interno della fabbrica per distruggerla, incontra ShadowMan, un Net-Navi assassino assunto dalla Grave appositamente per eliminarlo. |                   |                |
| 34    | 32    | Panico sulla moneta elettronica 「電子マネー大混乱!」 - Denshi Manē Daikonran! | 28 ottobre 2002   |                |
| 34    | 32    | Dopo un tracollo finanziario del suo negozio di Battlechips, un misterioso benefattore, Mr. Gauss, si offre di aiutare Higsby a risalire la china e, in breve tempo, l'ex professore diventa molto ricco; contemporaneamente la famiglia di Yai finisce in rovina. Gauss ne è responsabile: utilizzando MagnetMan, un Net-Navi malvagio in grado di manovrare i conti dei clienti della banca centrale, Gauss ha infatti trasferito i soldi della Ayano Tech a Higsby, che non sa di essere entrato in loschi affari con la Grave. Lan e Chaud indagano la situazione per aiutare Yai, e scoprono che dietro tutto c'è Mr. Gauss. Dopo che MegaMan e ProtoMan riescono a battere MagnetMan, purtroppo Gauss riesce a fuggire.                                       |                   |                |
| 35    | 33    | Conto alla rovescia per la catastrofe 「ダム決壊0秒前!」 - Damu Kekkai Zero Byōmae! | 4 novembre 2002   |                |
| 35    | 33    | Sal porta i bambini in campeggio nella valle di Okudan. Qui incontra un amico d'infanzia di nome Dave, appassionato di animali e della salvaguardia dell'ambiente. Dave è diventato però un membro della Grave, che prevede di utilizzare il suo Net-Navi QuickMan per distruggere la diga idroelettrica della valle e inondare la città. Ben presto tutto ciò si scopre essere solo un bluff orchestrato da Dave per attirare l'attenzione dei cittadini verso la sicurezza ambientale, ma CutMan, un altro Net-Navi membro della Grave, appare per finire il lavoro e distruggere realmente la diga. A questo punto Lan deve intervenire prontamente con un cambio di stile per MegaMan, combinando il suo Net-Navi a quello di Sal per sconfiggere CutMan.       |                   |                |
| 36    | 34    | Il grande freddo di Dentech City 「デンサンシティ南極化計画!」 - Densan Shiti Nankyokuka Keikaku! | 11 novembre 2002  |                |
| 36    | 34    | Durante una tremenda ondata di caldo a Dentech City, viene introdotto sul mercato un pinguino robot ad aria condizionata, ma i reali distributori sono quelli della Grave. Ben presto, i pinguini iniziano a ricoprire tutta Dentech City con uno strato di ghiaccio. Lan, unico superstite del freddo glaciale che ha investito la città, riesce a spedire MegaMan a NetCity e scopre che un Net-Navi solitario della Grave, FreezeMan, è il diretto responsabile di questo pasticcio. FreezeMan viene poi sconfitto con l'aiuto di un altro Net-Navi denominato HeatMan. |                   |                |
| 37    | 35    | Lampi cremisi 「紅い閃光!」 - Nakai Senkō! | 18 novembre 2002  |                |
| 37    | 35    | Gli eventi degli ultimi episodi vengono rivisti attraverso il punto di vista degli ex membri della Mondo Tre. Questo episodio narra la soppressione di TorchMan per mano di FreezeMan, e la sua successiva rinascita sotto forma di HeatMan grazie agli sforzi di un enigmatico ragazzo che ha offerto a Mr. Match di far rivivere il suo Net-Navi. |                   |                |
| 38    | 36    | I fratelli CutMan 「ヘンに強いぞ! カットマンブラザーズ!」 - Hen ni Tsuyoizo! Kattoman Burazāzu! | 25 novembre 2002  |                |
| 38    | 36    | I cinque fratelli minori di CutMan, la famiglia Cesoia, dichiarano vendetta contro MegaMan per l'eliminazione del loro fratello maggiore. Adescando MegaMan in un falso quartiere virtuale simile a China Town, cominciano ad attaccare con una raffica di guerrieri Origami. Mentre Lan non riesce a connettere il suo Pet alla rete per rintracciare MegaMan e potenziarlo con i Battlechips, arrivano Chaud e ProtoMan che aiutano nel salvataggio di MegaMan. Dietro i fratelli Cesoia si nasconde però il potente Net-Navi Shadow-Man. |                   |                |
| 39    | 37    | Indovina chi viene a combattere? 「ぷりぷりプリンセス!」 - Puripuri Purinsesu! | 2 dicembre 2002   |                |
| 39    | 37    | Lan incontra un ragazzo di nome Whip, senza sapere che in realtà è la principessa Pride di Brightland, fuggita dal suo palazzo travestita da maschio per poter trascorrere una giornata in libertà come una persona qualunque. Nel frattempo FreezeMan incarica ShadowMan di impossessarsi del programma di protezione antivirus di cui è dotato KnightMan, il Net-Navi della principessa Pride. Lan e MegaMan aiutano la loro nuova amica nella lotta contro ShadowMan. |                   |                |
| 40    | 38    | Pasticcio a scacchi 「ばとったるねん!」 - Batttotarunen! | 9 dicembre 2002   |                |
| 40    | 38    | Tora e il suo NetNavi KingMan sono campioni mondiali di Net Scacchi; quando scopre che Lan di Dentech City potrebbe essere un avversario formidabile, decide di sfidarlo. Tora inganna però il suo avversario in una battaglia a Net Scacchi (a cui Lan non sa giocare) chiedendo in caso di vittoria MegaMan come premio. Maylu e Roll si uniscono allora a Lan e MegaMan per aiutare a sconfiggere Tora al suo stesso gioco, ma appare anche ShadowMan. |                   |                |
| 41    | 39    | L'incredibile Rush 「名犬ラッシュ!」 - Meiken Rasshu! | 16 dicembre 2002  |                |
| 41    | 39    | Il cane virtuale di Maylu, Rush, appare nel mondo reale e contemporaneamente tutti i Net-Navi cominciano a trasformarsi in gatti; sembra infatti che un potente virus gatto sia scappato dai laboratori di ricerca in cui lavora il padre di Lan e, se non venisse fermato, i Net-Navi di tutto il mondo assumeranno permanentemente sembianze feline. L'unico in grado di rintracciare il virus gatto che si è ingigantito e scorazza liberamente per Dentech City è il solo Rush. |                   |                |
| 42    | 40    | Lavorare per Grave 「転職先はゴスペル!」 - Tenshoku Saki wa Gosuperu! | 23 dicembre 2002  |                |
| 42    | 40    | Maddy si sta annoiando a lavorare nel ristorante di curry con i suoi ex compagni di squadra della Mondo Tre, così prende al volo l'opportunità di aderire alla Grave quando Mr. Gauss le offre di diventare la sua assistente personale. Gauss ha intenzione di eliminare il Comandante Beef e i suoi Net-Agenti Segreti ad una festa in costume, ma Maddy si rende conto che i mezzi utilizzati dalla Grave sono troppo pericolosi e malvagi e manda WackoMan a salvare Lan, MegaMan e tutti gli altri. |                   |                |
| 43    | -     | Portami fuori per il gioco della palla! 「僕を野球に連れてって!」 - Boku o Yakyū ni Tsuretette! | 30 dicembre 2002  | inedito        |
| 43    | -     | Kyuta, un nuovo studente nella classe di Lan, è il figlio del famoso giocatore di baseball Kyuma Hoshida, ma è depresso perché deve trasferirsi dalla sua vecchia città. Per tirarlo su di morale, Lan e tutti i suoi amici a DenTech City lo invitano a una partita di NetBaseball. |                   |                |
| 44    | 41    | Il tradimento di KnightMan 「裏切りのナイトマン!」 - Uragiri no Naitoman! | 6 gennaio 2003    |                |
| 44    | 41    | La Principessa Pride di Brightland chiede l'aiuto di Lan e dei suoi amici quando il suo Net-Navi KnightMan si rivolta contro di lei. Tuttavia, KnightMan ha agito sotto i poteri ipnotici di MoltanicMan, un Net-Navi solitario inviato dal rivale regno di Darkland, il quale progetta di distruggere i firewall di difesa di Brightland ed invadere così il paese. |                   |                |
| 45    | 42    | Alla luna 「あの月へ行け!」 - Ano Tsuki e Ike! | 13 gennaio 2003   |                |
| 45    | 42    | Mentre indaga sul malfunzionamento dei sistemi di una stazione spaziale sulla Luna, il Comandante Beef resta improvvisamente bloccato all'esterno, con una fornitura d'aria limitata. Lan e i suoi amici inviano i loro Net-Navi nella rete lunare per salvarlo; Qui, MegaMan e GutsMan incontrano il misterioso Net-Navi alieno PlanetMan, e una battaglia molto difficile ne consegue. L'Unico modo per battere PlanetMan è attivare un codice segreto che potenzia MegaMan all'inverosimile grazie ad un nuovo Cambio di Stile che simula la potenza del Programma Avanzato. |                   |                |
| 46    | 43    | L'eredità di Mr. Wily 「ワイリー博士の遺産!」 - Wairi-hakase no Isan! | 20 gennaio 2003   |                |
| 46    | 43    | Gli ex membri della Mondo Tre vengono a conoscenza di un raro chip da battaglia lasciato dal malvagio Mr. Wily e nascosto su un'isola congelato che potrebbe rilanciare la loro organizzazione criminale. Mr. Match, il Conte Zap, Maddie e Yahoot vanno a recuperarlo, mentre Lan e i suoi amici cercano di fermarli. Improvvisamente Mr. Gauss della Grave fa la sua apparizione e rivela di essere il fratello maggiore del Conte Zap; ne segue una lotta per riuscire ad impossessarsi del chip. |                   |                |
| 47    | 44    | Il gran premio di Net-Mobile 「ネットモービルグランプリ!」 - Netto Mōbiru Guranpuri! | 27 gennaio 2003   |                |
| 47    | 44    | La AyanoTech introduce un nuovo gioco di corse automobilistiche per i Net-Navi su Internet, e tutti i nostri eroi sono invitati a partecipare alla gara inaugurale. Anche I Net-Agenti, La Mondo Tre e Chaud e il suo ProtoMan parteciperanno alla corsa. Tuttavia i Fratelli CutMan intendono sabotare le prestazioni di MegaMan. |                   |                |
| 48    | 45    | Il Virus Bestia 「電脳の魔物!」 - Dennō no Mamono! | 3 febbraio 2003   |                |
| 48    | 45    | L'attacco finale della Grave inizia quando viene risvegliato il Virus Bestia, un enorme mostro che inizia ad assorbire tutti i Net-Navi del mondo cibernetico. Giunto all'arena degli incontri di Net-City, il Virus Bestia minaccia di eliminare anche MegaMan e Protoman, ma un Net-Navi misterioso chiamato Bass sembra riuscire a scacciare il mostro, domando all'ultimo istante la sua furia. |                   |                |
| 49    | 46    | Grave 「ゴスペル」 - Gosperu | 10 febbraio 2003  |                |
| 49    | 46    | FreezeMan viene inviato a catturare Bass, ma Mr.Match e HeatMan intervengono per vendicarsi dell'eliminazione di TorchMan. Bass intanto cattura MegaMan ed inizia a leggere i suoi ricordi al fine di scoprire la verità sulla sua esistenza: lui e il Virus Bestia sono stati creati a partire dai dati di PharaohMan; questo perché il vero leader della Grave si rivela essere in realtà lo stesso Mr. Wily. Nel frattempo, ProtoMan si scontra a Net-City con il virus Bestia, ma finisce per essere eliminato nel tentativo di salvare un giovane Net-Navi. |                   |                |
| 50    | 47    | Bass 「フォルテ」 - Forute | 17 febbraio 2003  |                |
| 50    | 47    | Il Virus Bestia della Grave continua ad assorbire tutti i Net-Navi della rete. Lan e i suoi amici fanno squadra con gli ex membri della Mondo Tre per cercare di fermare la più tremenda minaccia che mai abbiano affrontato finora; tuttavia, Mr. Gauss e MagnetMan intervengono a difesa del Virus Bestia, e uno strano bug lasciato da Bass nel sistema di MegaMan inizia lentamente a consumarlo. Nel frattempo, Bass tenta di assorbire tutto il potere del Virus Bestia, ma finisce egli stesso assorbito al suo interno. Mr.Wily infine si manifesta a tutti come capo supremo della Grave, svelando di aver progettato il Virus Bestia partendo dai dati residui di PharaoMan e che anche Bass è un prodotto incompleto elaborato dai dati di quest'ultimo. |                   |                |
| 51    | 48    | La fine della fine 「崩壊の刻(とき)!」 - Hōkai no Toki! | 24 febbraio 2003  |                |
| 51    | 48    | Mentre HeatMan elimina FreezeMan, ElecMan aiuta a scongiurare la minaccia di MagnetMan, sacrificandosi con quest'ultimo al fine di permettere a MegaMan di distruggerlo con il potere del Cambio di Stile del Codice Segreto. Quando il Virus Bestia della Grave prepara il suo attacco finale a Net-City ed ogni speranza di salvezza è ormai lontana, MegaMan appare improvvisamente in un nuovo stile bug che gli permette di assorbire in sé tutti i dati del virus e della rete. Tuttavia, grazie agli sforzi di Lan, MegaMan ritorna in vita e tutto torna alla normalità. Mr. Wily scopre però che Bass non è stato definitivamente annientato, ma è sopravvissuto trasferendo i suoi dati nel suo fantoccio robotico, ed ora vive nel mondo reale.          |                   |                |
| 52    | -     | Il segreto della casa di Ayano! 「綾小路家の秘密!」 - Ayanokōjike no Himitsu! | 3 marzo 2003      | inedito        |
| 52    | -     | Quando un robot aspirapolvere risucchia i PET di tutti, Yai e le sue amiche sono costrette a esplorare le profondità delle trappole esplosive di villa Ayano per recuperare i loro Net-Navi rubati. La comica e goffa cameriera di Yai, Sakurako, rende la ricerca più difficile per tutto il gruppo. |                   |                |
| 53    | 49    | NetBattle di cuori 「ビーフ司令VS熱斗くん!」 - Bīfu Shirei Bāsasu Netto-kun! | 10 marzo 2003     |                |
| 53    | 49    | L'insegnante di Lan e degli altri ragazzi, Miss Mari, è innamorata del Comandante Beef e non riesce a pensare ad altri che a lui. Higsby, innamorato della maestra e geloso del nuovo pretendente, sfida Maysa e il Comandante Beef (ignorando che siano la stessa persona) a competere per il cuore della donna in un torneo di NetBattle. Higsby e NumberMan vengono subito sconfitti da Beef e SharkMan, invece Maysa non avendo un suo Net-Navi viene sostituito da Lan e MegaMan che riescono a battere SharkMan. Nonostante tutto Miss Mari è felice per la vittoria di Lan. |                   |                |
| 54    | 50    | Chisao in città 「チサオが町にやってきた!」 - Chisao ga Machi ni Yattekita! | 17 marzo 2003     |                |
| 54    | 50    | Il fratellino di Dex, Chisao, è in visita da Netopia, ma Dex resta molto imbarazzato quando Chisao dimostra di essere un Net-Battler migliore di suo fratello maggiore. Nel frattempo Saburo, il proprietario di un negozio di nudolini (tagliatelle orientali) concorrente del ristorante di Curry di Yahoot, vorrebbe far chiudere il rivale e trucca il suo Net-Navi Noodleman affinché assomigli ad una perfetta copia di GutsMan. Corrompe quindi Chisao (dopo aver ammirato la sua splendida tecnica di battaglia) spingendolo ad attaccare il ristorante degli ex membri della Mondo Tre. |                   |                |
| 55    | 51    | Da qui a rivoluzionarie Pet's 「ブルースの長い一日」 - Burūsu no Nagai Ichinichi | 24 marzo 2003     |                |
| 55    | 51    | Al fine di ottenere la firma di un contratto per la BlazeQuest, Chaud si ritrova a fare commissioni per il proprietario della società, Maeda, il quale sta lavorando su un nuovo prototipo di tecnologia Pet. Uno dei tecnici di Maeda decide però di rubare i dati a scopo di lucro e ProtoMan affronta DrillMan per fermarlo. |                   |                |
| 56    | 52    | Cacciatori di virus 「ウイルスバスターズ !」 - Uirusu Basutāzu! | 31 marzo 2003     |                |
| 56    | 52    | Durante una ricerca sulla tecnologia di base dimensionale, il dottor Hikari resta intrappolato in un centro commerciale. Lan e tutti i suoi amici irrompono per salvarlo, solo per scoprire che i virus sono apparsi nel mondo reale. Fortunatamente, anche MegaMan e gli altri Net-Navis si materializzano nel mondo reale per aiutare a salvare il dottor Hikari da un terribile virus letale. |                   |                |